# Kanina (Repubblica Ceca)
Kanina è un comune della Repubblica Ceca facente parte del distretto di Mělník, in Boemia Centrale.